# Красная рябина
«Красная рябина» (пол. Jarzębina czerwona) — польский военный фильм 1969 года режиссёров Эвы и Чеслава Петельских, по роману Вальдемара Котовича «Фронтовые дороги».

## Сюжет
Март 1945 года. Советские и польские солдаты вместе берут крепость Кольберг — это одна из крупнейших битв регулярных польских войск во Второй мировой войне. Фильм рассказывает историю в ходе этих событий одной роты с радиопозывным «Рябина».

## В ролях
- Анджей Копичиньский — Виктор Котарский, подпоручик
- Владислав Ковальский — Ежи Кренцкий, хорунжий
- Анджей Лапицкий — поручик Горчиньский
- Веслава Немыска — Ванда, санитарка
- Иван Переверзев — майор
- Анджей Антковяк — поручик Марчиньский
- Вацлав Ковальский — капрал Подажин
- Здислав Маклякевич — сержант Койтыч
- Людвик Пак — сержант Камейчук
- Иоланта Лёте — немка в подвале
- Мечислав Стоор — поручик Дробич
- Владислав Девойно — санитар
- Стефан Фридман — взводный
- Мечислав Яновский — солдат
- Тадеуш Сомоги — солдат
- Францишек Тшецяк — солдат
- Чеслав Пясковский — солдат
- Эугениуш Валашек — полковник

## Критика
Герои фильма солдаты пехотной роты под кодовым названием «Рябина», которые, по их собственным словам, прошли «сквозь ад». По отзывам критиков, ценность этого фильма состоит, главным образом, в великолепно выполненной «реконструкции» самого исторического события — штурма сильно укрепленной фашистской крепости Кольберг.— журнал «Иностранная литература», 1970

«Эмоциональная картина» — так определяют ее авторы. По их замыслу фильм должен не только верно отразить некоторые важные факты истории, но и показать зрителю образы героев в двойной роли: участников сражения и гидов на театре военных действий. Их судьбы, раскрывающиеся во время боя, должны придать картине тот эмоциональный тон, ту интимность переживаний которые позволят зрителю понять не только стратегические основы операции, но почувствовать ее моральный и исторический смысл.

Судьба и драма польского народа военной поры преломилась в фильме так же, как преломилась она в известных всему миру лучших лентах послевоенного польского кино.— Анджей Марковский — «Красная рябина» // Советский экран, 1969

## Награды
- Создатели фильма — сценарист В. Котович, режиссёры Э. и Ч. Петельские и актёр В. Ковальский — награждены Премией министра обороны I степени.